# Зайчик (игра)
«Зайчик» (англ. Tiny Bunny) — компьютерная игра в жанре визуальной новеллы с элементами фолк-хоррора, созданная по мотивам одноимённого рассказа интернет-писателя Дмитрия Мордаса. Демо-версия вышла 20 марта 2020 года, а 16 апреля 2021 года в Steam вышли первые два эпизода. 31 декабря 2021 года вышел третий эпизод. 31 мая 2023 года вышел четвёртый эпизод. Пятый эпизод находится в разработке.

## Игровой процесс
«Зайчик» — это игра в жанре визуальной хоррор-новеллы. История подаётся в виде текста внизу экрана и передаётся через мысли главного героя и диалоги. В определённые моменты игроку предстоит делать выбор, существенно влияющий на развитие сюжета и концовку. По состоянию на 2025 год в игре планируется более десяти концовок, каждая из которых будет заметно отличаться от остальных.

## Сюжет
Действие игры разворачивается в глухом таёжном посёлке постсоветской России конца 90-х годов. Главному герою, двенадцатилетнему Антону Петрову, приходится переехать сюда вместе с семьёй — родителями и младшей сестрой Олей — из большого города. Но жизнь тут оказывается далеко не такой спокойной, как ожидалось. Невольно Антон знакомится с необычной девочкой Алисой, скрывающей лицо под лисьей маской, и её друзьями, тоже предпочитающими носить маски различных зверей. Помимо этого, в посёлке таинственно исчезают дети, пропажу которых жители связывают с действиями маньяка. Заинтересованный этим, Антон решает начать своё расследование, чтобы раскрыть все загадки этого места.

## Разработка
Разработка игры ведётся более 5-ти лет. Изначально новелла предназначалась только для мобильных устройств, однако после от этой идеи отказались.
В процесс озвучки были вовлечены такие актёры, как: Маргарита Корш, Таисия Тришина, Кристина Шерман, Алия Насырова, Михаил Глушковский, Ева Финкельштейн, Борис Репетур, Владимир Веретёнов, Алина Рин и Андрей Ярославцев. Запись проходила в студии «Ravencat».
В феврале 2025 года разработчики объявили о замене музыкального сопровождения в игре из-за конфликта с бывшим композитором. По заявлению студии, причиной спора стали финансовые разногласия, что привело к необходимости исключить оригинальные композиции и заменить их новыми треками.

## Сопутствующая продукция

### Манга
В декабре 2022 года по мотивам игры была выпущена официальная манга под названием «Любовь, смерть и клубника», события которой происходят между 3 и 4 эпизодами и которая более подробно раскрывает Катю Смирнову. В ноябре 2024 года ограниченным тиражом вышла расширенная версия манги, содержащая 8 новых страниц. 17 июня 2025 года манга стала доступна в Steam в качестве DLC.

### Фильм
22 июня 2025 года на официальном YouTube‑канале разработчика Saikono Joker состоялся релиз короткометражного фильма по мотивам игры.

## Отзывы критиков
Егор Бабин с сайта GameGuru назвал игру «добротным» инди-проектом. Тимур Мустафин из Darker похвалил визуальный стиль игры и музыкальное сопровождение, отметив, что история в игре «притягательно-мрачная».